# Kvetení

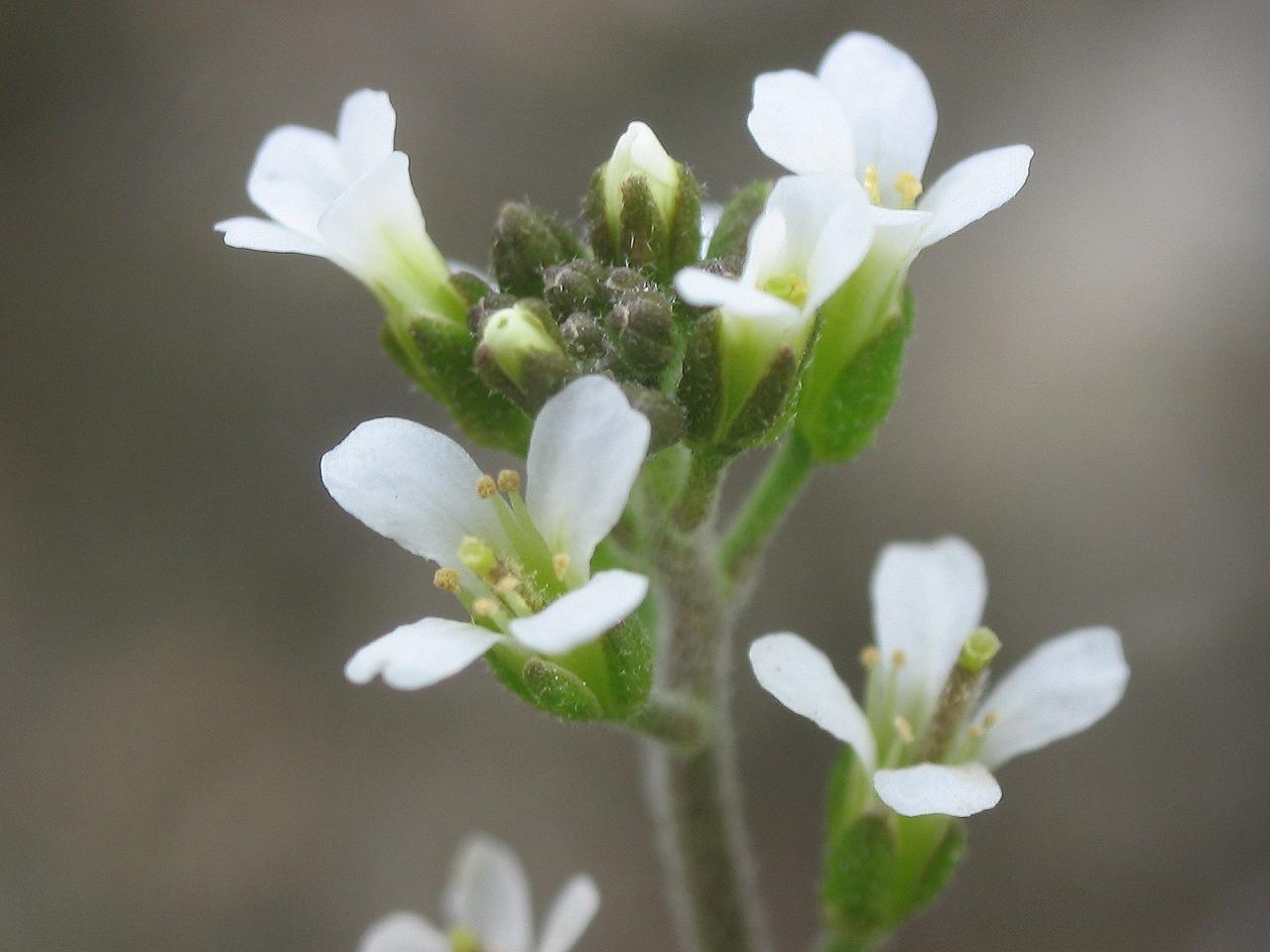
Rozkvetlý huseníček rolní - průkopník řízeného kvetení

Kvetení je přechodné období mezi fázi juvenilní a generativní, období kdy rostlinám dozrává pyl a vajíčka. Pro rostliny rozmnožující se pohlavně je životně důležité načasovat přechod z vegetativního do reprodukčního stadia tak, aby proces kvetení, s ohledem na nutnost úspěšného opylení a dozrání semen, proběhl ve vhodném ročním období (dostatek vláhy, tepla, opylovačů). U některých rostlin se vyskytuje tzv. remontace, tj. schopnost běžně vykvétat a plodit i několikrát za rok.
Rostlina musí vyhodnotit řadu vnějších i vnitřních faktorů. Mezi ně patří:
- délka fotoperiody – jednoznačně určuje dobu, kdy má začít kvetení, jsou rostliny kvetoucí při dlouhém nebo naopak při krátkém dni (rozlišuje se roční doba)
- spektrum světla – v hustém porostu je malý poměr modrého světla s krátkou vlnovou délkou (650–680 nm) ku červenému světlu s dlouhou vlnovou délkou (710–740 nm), rostlina ještě musí vyrůst výše
- jarovizace (dlouhodobé působení teplot těsně nad bodem mrazu) – jarovizované rostliny jsou mnohem citlivější na délku fotoperiody, jarovizace je většinou nutná u víceletých a dvouletých rostlin, bývá kombinována s délkou fotoperiody
- vyprodukování dostatečné biomasy u víceleté rostliny – rostlina má dobré životní podmínky
- dostatek vláhy, tepla a výživy v půdě pro vytvoření semen
- dostatečné množství hormonu nutného ke kvetení – např. giberelinu.[1][2]

Dlouhodobě se zkoumají možnosti, jak pomoci genů přimět rostlinu k růstu a kvetení v době, která vyhovuje přání člověka. Už je známo, že nepomůže jediný kouzelný "Florigen", ale že kvetení je ovlivňováno velice složitými pochody a navíc u různých rostlin rozdílnými. Nejčastěji se pro tyto výzkumy používá huseníček rolní (Arabidopsis thaliana), merlík červený (Chenopodium rubrum) a merlík zední (Chenopodium murale).
Většina vytrvalých rostlin vykvétá každoročně, ale existují i dřeviny, které kvetou s přestávkami, např. borovice, smrk a jedle po 3–4 letech, dub po 5–6 a buk až po 6–8. Na častost kvetení má vliv i znečištění půdy nebo ovzduší, to může prodlužovat období bez kvetení. U některých rostlin se vyskytuje tzv. remontace, tj. schopnost běžně vykvétat a plodit i několikrát za rok (např. růže), což je zvláště žádaná vlastnost především u rostlin okrasných květem. Někdy dokáže suché léto a teplý podzim s jarní délkou dne zmást mnohé rostliny tak, že vykvétají koncem podzimu (např. magnolie, jabloň).